# Suszenie drewna

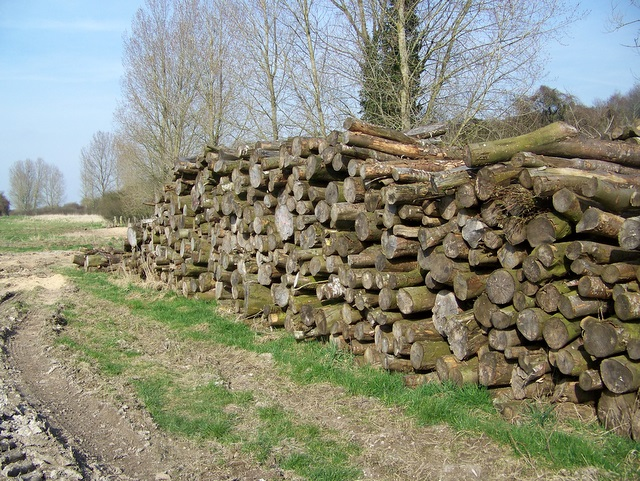
Sezonowana mygła

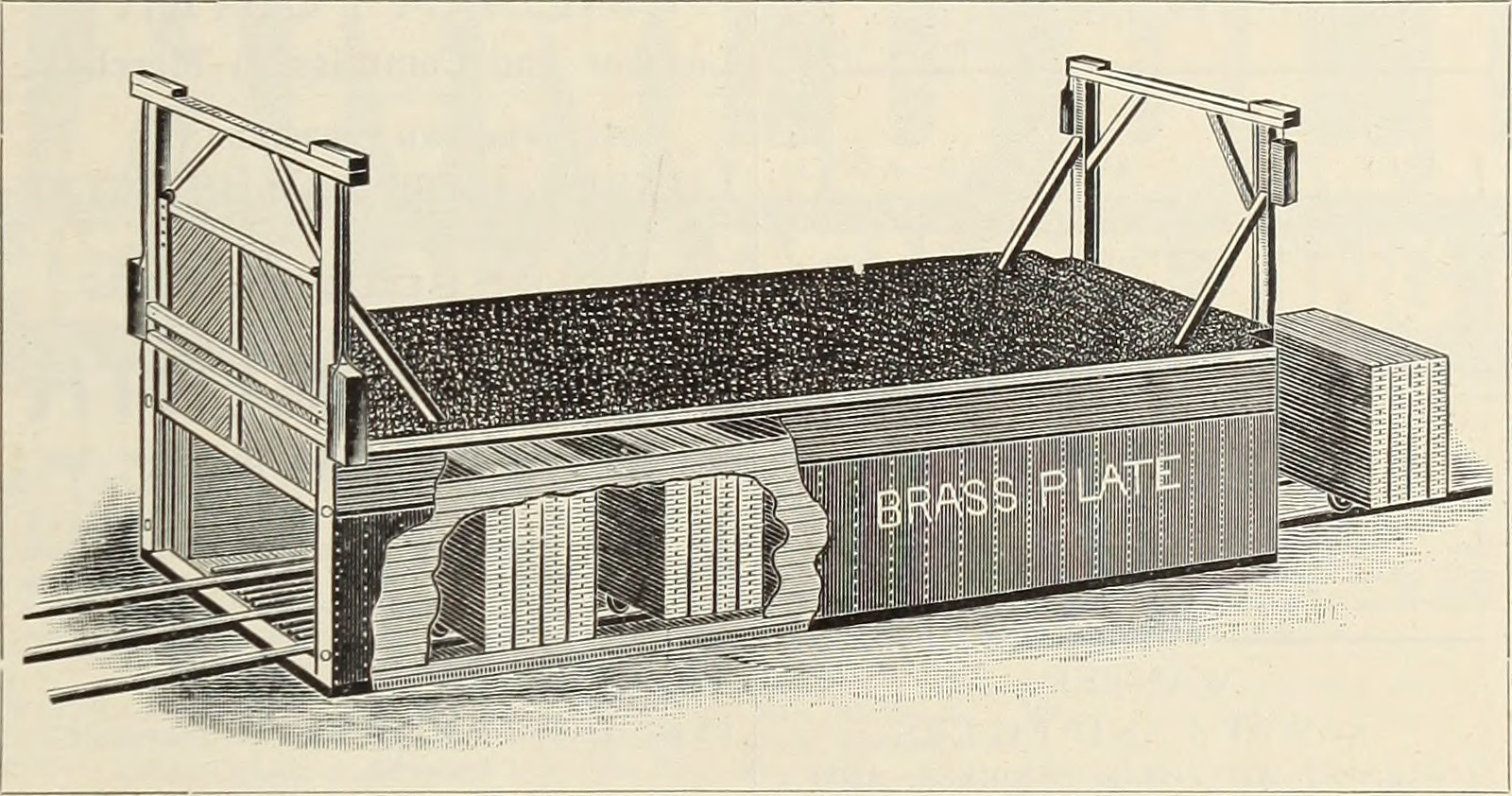
Model suszarni, Canadian forest industries, 1893 r.

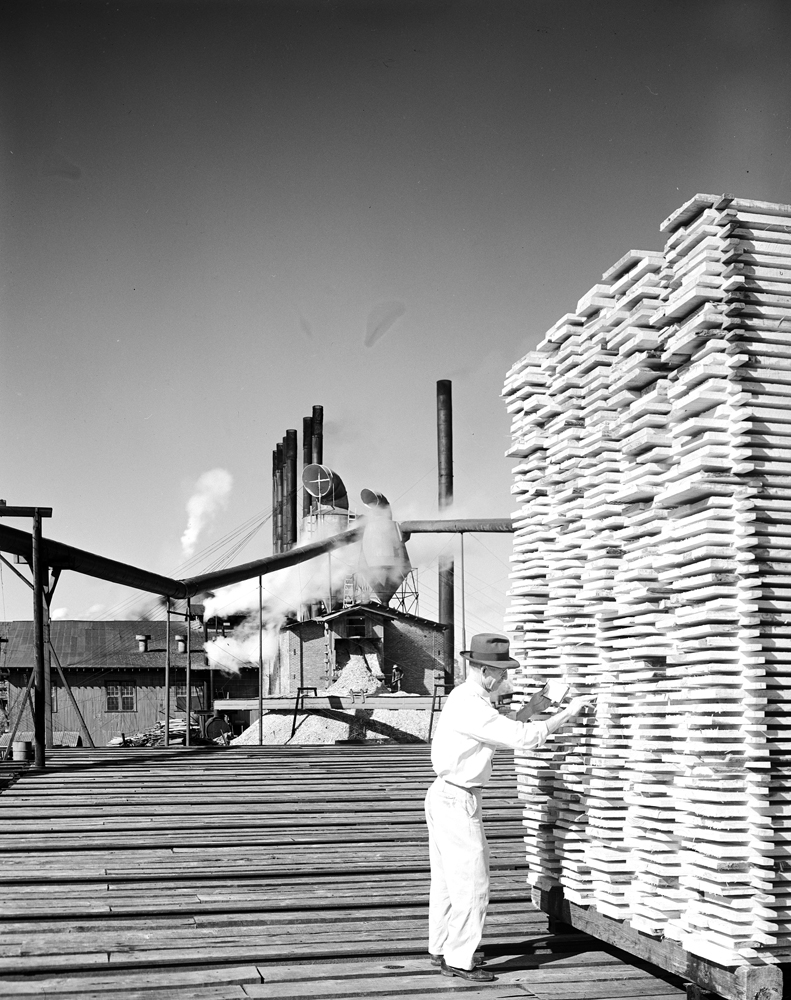
Kontrola suszonej tarcicy, Marshall 1946 r.

Suszenie drewna (leśn. sezonowanie drewna, także jego klimatyzowanie, przesuszanie) – proces zmniejszania wilgotności oraz stabilizacji kształtów i wymiarów drewna w drodze jego składowania w określonych warunkach. Sezonowanie w podstawowym znaczeniu odnosi się do metody naturalnej, wystawiania materiału na otwartym powietrzu w mygłach na legarach. Klimatyzowanie odnosi się natomiast do przechowywania już suszonego drewna, w takich warunkach w jakich docelowo ma być ono wykorzystywane, co skutkuje powtórnym suszeniem albo absorpcją wilgoci.     

## Cel
Pierwszorzędnym rezultatem jaki ma być uzyskany w procesie suszenia jest zmniejszenie wilgotności drewna, do którego dochodzi poprzez wyrównywanie się wilgotności materiału z warunkami otoczenia. Dopiero drewno suche nadaje się bowiem do długoterminowego (względnie bezterminowego) składowania, w trakcie którego nie będzie dochodziło do jego murszenia. Cel jego ustabilizowania polega natomiast na doprowadzeniu materiału do stanu, w którym zachowa on stałe wymiary i kształt oraz ograniczone zostanie ryzyko wystąpienia jego odkształceń takich jak kurczenie się, pęcznienie; w szczególności odkształceniom nie będzie zaś ulegał produkt ewentualnie z niego powstały. 
Efektem odpowiedniego suszenia jest uzyskanie materiału o podwyższonych własnościach technicznych względem stanu po ścięciu drzewa; ma to pozwalać na jego efektywne wykorzystanie, czy to jako opału, czy budulca.   
Wilgotność wpływa negatywnie na wytrzymałość materiału co do jego gięcia oraz nieznacznie na wytrzymałość co do rozciągania; ponadto zmniejsza jego oporność, zwiększając jednocześnie wagę.  
Używanie drewna o nadmiernej wilgotności (ponad 20%) jako paliwa jest odradzane. W pierwszej kolejności wskazuje się na niedogodność ekonomiczną – drewno wilgotne charakteryzuje się mniejszą nominalną mocą opałową, która skutkuje z kolei mniejszą skutecznością ogrzewania. Wilgotny opał nie oddaje do otoczenia swojego pełnego potencjału w postaci pożądanej energii cieplnej, ponieważ jej istotna część jest zużywana w procesie odparowywania wody. W konsekwencji obniżeniu ulega także temperatura spalania drewna, przez co część związków nie uzyskuje temperatury zapłonu, co może wpłynąć negatywnie na bezpieczeństwo grzewczego procesu. W trakcie unoszenia się wraz z dymem związki takie mogą osiadać na ścianach przewodu kominowego (np. w postaci sadzy), powodując jego uszkodzenie a nawet zapłon.

## Wilgotność drewna
Zawartość wody w materiale drzewnym względem drewna po obaleniu rośliny nie jest jednakowa i zależy m.in. od gatunku drzewa oraz pory roku. Zasadniczo przekracza ona 35%, średnio będąc na poziomie ok. 50%, a mogąc osiągnąć wartość wynoszącą nawet 150-200% i więcej. Wodę znajdującą się w drewnie dzieli się na wolną i związaną, z ilościową przewagą tej pierwszej. Woda wolna zalega w cewkach i naczyniach, pustych przestrzeniach komórki roślinnej; związana zgromadzona jest w ścianach komórkowych i przestrzeniach międzymicelarnych.  
- Wzór dla obliczenia procentowej wilgotności bezwzględnej drewna[a] wygląda następująco:

{\displaystyle W_{b}={\frac {m_{o}-m_{s}}{m_{s}}}*100[\%]}
– przy czym: mo – masa drewna przed suszeniem oraz ms – masa drewna po wysuszeniu
Granicę wilgotności materiału wyznacza wypełnienie pustych komór wodą.
- Wzór dla obliczenia maksymalnej wilgotności drewna:

{\displaystyle W_{max}={\frac {1}{\varrho _{w}}}-{\frac {1}{1,50}}*100[\%]}
– przy czym ϱw – gęstość względna drewna po wysuszeniu

## Proces
Suszenie drewna zachodzi wskutek zjawiska fizycznego, które dąży do wyrównania ciśnienia pary wodnej w materiale oraz powietrzu w drodze odparowywania, tj. do uzyskania równowagi higroskopijnej. W warunkach domowych wynosi ona średnio od 4% do 12% wilgotności, odpowiednio do przeznaczenia drewna i czynników takich jak temperatura. W trakcie procesu w pierwszej kolejności wytracana jest woda wolna, następnie dopiero ze ścian wydostaje się woda związana. Stan następujący po odparowaniu wody wolnej a poprzedzający odparowywanie wody związanej określa się punktem nasycenia włókien (średnio ok. 25-30% wilgotności). Dopiero odparowywanie wody poniżej tej wartości zaczyna istotnie zwiększać własności techniczne drewna. Wiąże się to jednak z utratą stabilności jego wymiarów, które dążąc do wyrównywania wilgotności z warunkami otoczenia ulegają kurczeniu się albo puchnięciu. 
Tempo osuszania zależy od wilgotności i temperatury otoczenia, od wielkości, kształtu, wilgotności początkowej oraz właściwości gatunkowych suszonego materiału. 

## Metody

### Naturalna
Sezonowanie drewna w sensie ścisłym, jego składowanie na otwartym powietrzu, jest metodą najstarszą oraz zapewniającą względnie najbezpieczniejszy przebieg procesu, powolne osuszanie materiału nie dopuszcza bowiem do powstawania nadmiernych pęknięć w jego strukturze. Zwykle sezonowanie przebiega w pozycji poziomej, pionowe lub ukośne ustawienie drewna skutkuje jego nierównomiernym schnięciem. Gwałtowne osuszanie może być użyteczne jedynie przy odwilgacaniu drewna opałowego oraz zapobieganiu sinieniu. Drewno w formie mygły, sztapli tarcicy lub innej, po jego uprzednim pocięciu na kawałki niedługo po ścince drzewa, układane jest w miejscu o dobrej wentylacji. Dostęp powietrza do boków kłód czy desek oraz ułożenie drewna niebezpośrednio na ziemi ma zapobiec powstawaniu pleśni. Sezonowane drewno powinno być osłonięte przed deszczem oraz słońcem, nie powinno być jednak także wystawione na silny wiatr, który może doprowadzić do nierównomiernego wysychania.  
Przy niektórych gatunkach drzew (np. dąb) sezonowanie przebiega z natury gwałtownie. Aby przeciwdziałać niepożądanym skutkom zakrywa się niekiedy wybranym materiałem końce ułożonego drewna w celu spowolnienia jego wysychania (np. z użyciem wosku). Spowolnić proces można niekiedy także przez przeniesienie drewna do drewutni lub pomieszczeń z kontrolowaną temperaturą czy wilgotnością.
Suszenie naturalne poprzedza niekiedy suszenie drewna inną metodą, stanowiąc tym samym swoistą czynność wstępną.   

### Sztuczne

#### W suszarni powietrznej
Suszenie drewna w przemysłowej suszarni znacznie skraca jego czas względem naturalnego sezonowania, bazując na tym samym procesie fizycznym. Metoda polega na kontroli warunków środowiska w pomieszczeniu, takich jak temperatura i wilgotność. Temperatura podgrzanego powietrza może różnić się ze względu na etap, jak również różni się stosownie do metody; co do zasady nie przekracza jednak 120-150°C. Suszarnie dzielą się na progresywne (w tym tunelowe), w których materiał jest przemieszczany w kierunku przeciwnym do kierunku powietrza, przez co przednia czoło wysycha szybciej niż części dalsze, które wysychają w następnej kolejności, oraz na stałe, w których materiał nie przemieszcza się, susząc się jednakowo. Uprzednie wystawienie drewna do schnięcia na wolnym powietrzu przez parę miesięcy powinno nie dopuścić do powstania znaczących wad materiału w wyniku rozwarstwiania czy pękania. W tym samym celu niekiedy w pierwszej kolejności suszarnię wypełnia się parą wodną, co możne wpłynąć jednak negatywnie na wartości techniczne drewna.  
Suszenie takie występuje w wielu wariantach, w szczególności metoda może być stosowana przy wspomaganej lub naturalnej wentylacji, z użyciem pompy próżniowej, z użyciem dymu, z użyciem programu komputerowego; z użyciem osuszacza powietrza przy niższych temperaturach.

#### Suszenie w cieczach
- Przez zanurzanie we wrzącej wodzie –  metoda stwarzająca zagrożenie pękania materiału
- Przez zupełne zanurzanie w wodzie – metoda czasochłonna, znana już w starożytnym Rzymie. Produkt takiego suszenia jest twardy i kruchy. Może poprzedzać metodę naturalną.
- Przez zanurzenie w wodzie z solą – produkt takiego suszenia jest twardy, ciężki, wytrzymały, ma jednak tendencje do absorpcji wilgoci.
- Przez gotowanie we wrzącym oleju – w temperaturze do 120°C, produkt takiego suszenia jest wytrzymały.

#### Inne
- Przez przeprowadzanie ładunku elektrycznego przez materiał
- Przy zanurzeniu w płynnym metalu
- Z użyciem chemikaliów
- Z użyciem rozpuszczalnika[17][18]